# Патнам (Коннектикут)
Па́тнам, Па́тнэм (англ. Putnam) — город в округе Уиндем, штат Коннектикут, США. Население по состоянию 2010 год составляет 9584 человека.

## История
Большая часть Патнама первоначально являлась частью города Киллингли. Патнам стал самостоятельным городом в 1855 году на территории отошедшей от Киллингли, Помфрет и Томпсон. Своё название город получил в честь генерала времен войны за независимость (1775—1783) Израэля Патнэма.
Патнам был важнейшим пунктом в обеспечении солдат одеждой и другими товарами во время Гражданской войны. В городе существовали многочисленные заводы и через него была проложена железная дорога, по которой перевозились грузы для армии.
19 августа 1955 года Патнам подвергся разрушительному наводнению. Оно было вызвано проливными дождями от двух ураганов, которые обрушились на Коннектикут в течение недели. В результате дождей из берегов вышли многие реки штата, в том числе Куинебог. Потоки воды разрушили дома, предприятия и заводы. Железнодорожное полотно также было смыто.
К концу двадцатого века город воспользовался пустующими зданиями в центральной части города для создания крупного антикварного центра. Множество антикварных магазинов расположено вдоль главной улицы и в других частях города.
В Патнаме в 1930—1940-х годах располагалась штаб-квартира Всероссийской фашистской организации, созданной белоэмигрантами во главе с А. А. Вонсяцким.

## География
По данным Бюро переписи населения США, город имеет общую площадь 52,8 км², из которых 52,6 км² — суша и 0,3 км² (0,54 %) — водная поверхность. Через город протекает река Куинебог. Патнам имеет общие границы с городом Томпсон на севере (около 6 миль), со штатом Род-Айленд на востоке (около 2 миль), с городом Киллингли на юге (около 7 миль), а также с городами Помрит и Вудсток на западе (около 4 миль).
Через город проходят Межштатная магистраль 395, скоростная федеральная автомагистраль 44, внутриштатные дороги штата Коннектикут 12, 21 и 171.

## Демография
По данным переписи населения 2006 года в городе насчитывалось 8998 человек, 3683 домохозяйств и 2290 семей, проживающих в городе. Плотность населения составляла 171,3 человек на квадратный километр. Существовало 3955 единиц жилья. Расовый состав города составлял: 95,32 % белых, 1,30 % негров, 0,78 % коренных американцев, 0,38 % азиатов, 0,04 % жителей тихоокеанских островов, 0,48 % представителей других рас и 1,70 % представителей от смешения двух и более рас. Испаноговорящие латиноамериканцы всех расы составляли 1,87 % населения.
Существовали 3683 семьи, из которых 29,3 % имели детей в возрасте до 18 лет, проживающих с ними, 44,8 % были супружеские пары, живущие вместе, 12,9 % семей женщины проживали без мужей, а 37,8 % не имели семьи. 30,3 % всех домохозяйств состоят из отдельных лиц и 13,4 % из них одинокие люди в возрасте 65 лет и старше.
В городе население состояло: 23,6 % в возрасте до 18 лет, 8,0 % от 18 до 24 лет, 29,3 % от 25 до 44 лет, 22,1 % от 45 до 64 лет и 17,1 % в возрасте 65 лет и старше. Средний возраст составил 38 лет. На каждые 100 женщин приходилось 91,3 мужчин. На каждые 100 женщин возрастом 18 лет и старше насчитывалось 87,9 мужчин.
Средний доход на домашнее хозяйство в городе составил 43 010 долларов США в год, а средний доход на семью — 53 460 долларов США. Мужчины имеют средний доход от 37 390 долларов США, женщины — от 26 558 долларов. Доход на душу населения в городе составил 20 597 долларов. Около 4,8 % семей и 7,7 % населения имели доход ниже черты бедности, в том числе 15,1 % из них моложе 18 лет и 4,4 % тех, кто в возрасте 65 лет и старше.

## Галерея

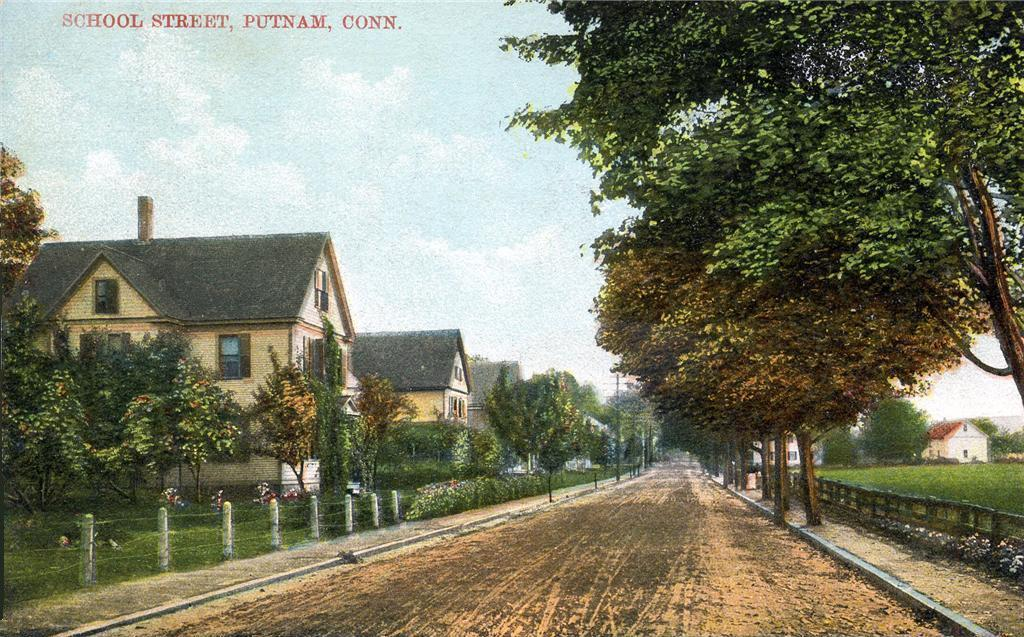
Скул-стрит (School Street), примерно 1910
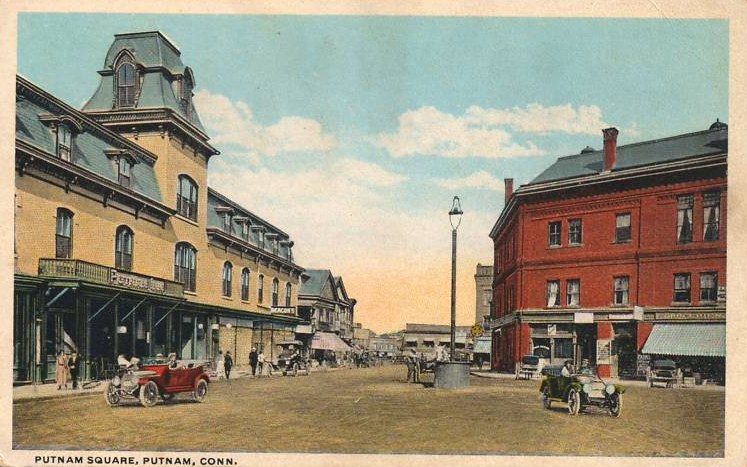
Площадь Патнама (Putnam Square), примерно 1915
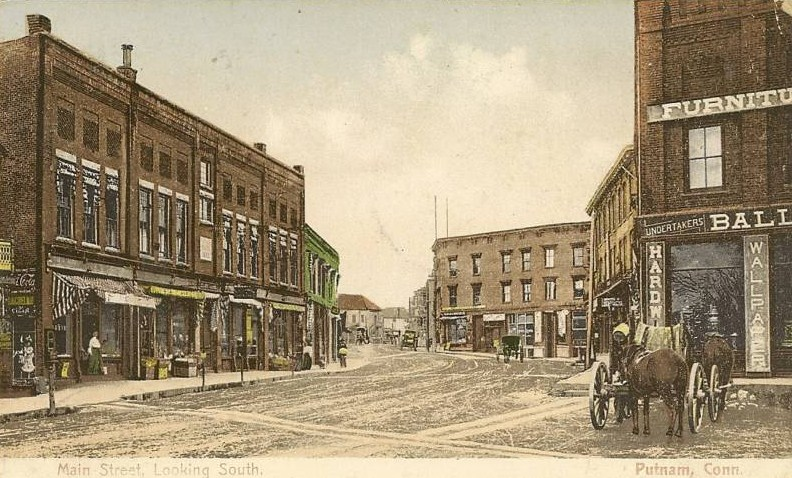
Мейн-стрит (Main Street), вид на юг, примерно 1908
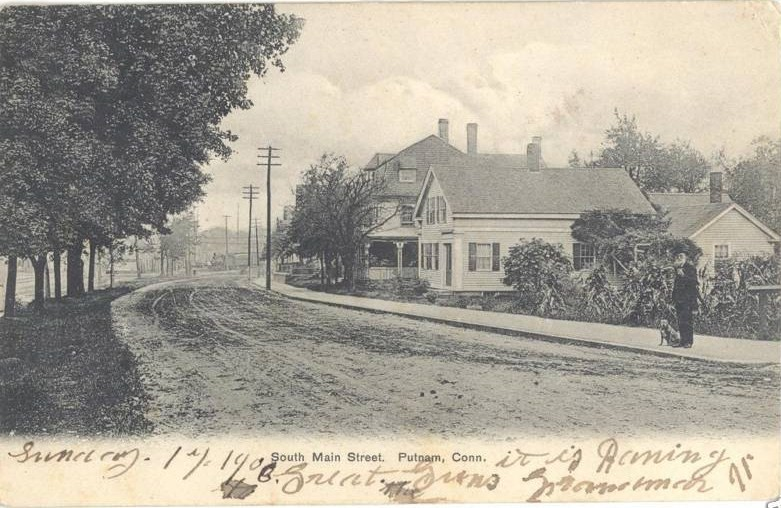
Саут-Мейн-стрит, примерно 1906
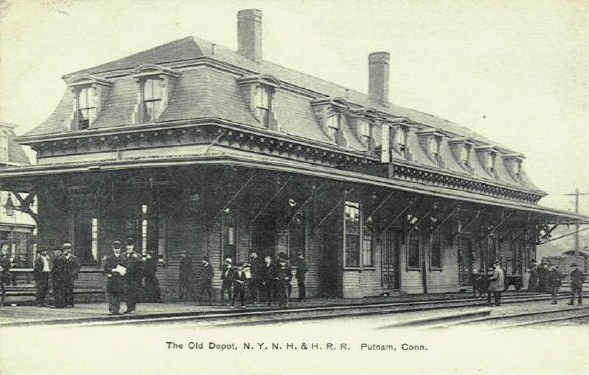
«Старое» здание железнодорожного вокзала, 1906
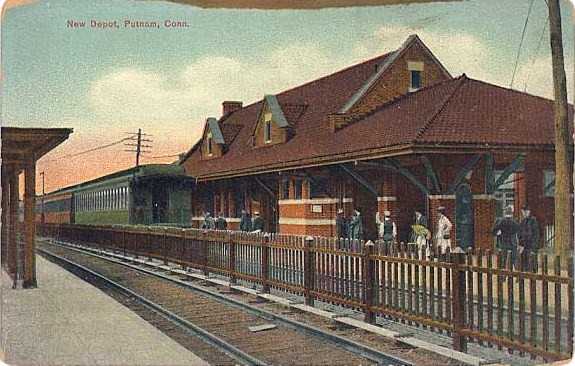
«Новое» здание железнодорожного вокзала, 1906
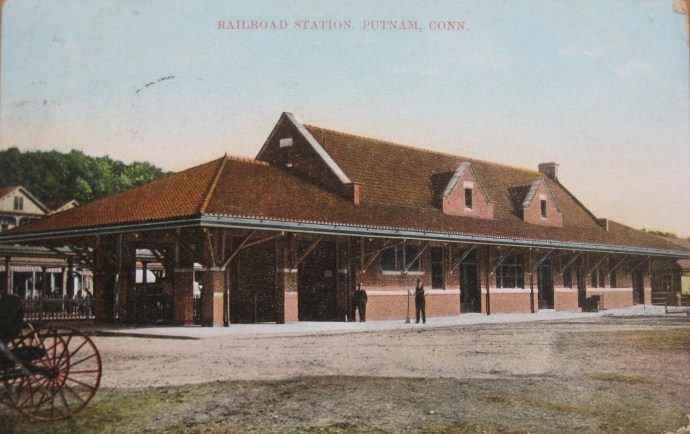
Здание железнодорожного вокзала, 1914

## Достопримечательности
В Национальный реестр исторических мест США внесены следующие здания города:
- Дом Кади-Копп[англ.] — исторический дом (включён в реестр в 2001 году);
- Патнамская высшая школа[англ.] — историческое здание школы (включено в реестр в 1993 году);
- Патнамская железнодорожная станция[англ.] — историческое здание (включено в реестр в 2007 году).